# Międzyrzecz (Ukraina)
Międzyrzecz (ukr. Межиріч, Meżyricz; hist. Międzyrzecz Ostrogski) – wieś na Ukrainie, w obwodzie rówieńskim, w rejonie rówieńskim. W 2001 roku liczyła 1490 mieszkańców.
Do 2020 roku w rejonie ostrogskim.

## Historia
Według prawosławnej tradycji na miejscu dzisiejszej wsi w 1240 roku powstał klasztor założony przez mnichów z Ławry Peczerskiej. Miejscowość wzmiankowana była po raz pierwszy w 1396 roku, kiedy książę Witold nadał ją jednemu z protoplastów rodu Ostrogskich. 
W 1605 roku staraniem Janusza Ostrogskiego miejscowość uzyskała prawa miejskie magdeburskie. W 1609 roku Międzyrzecz włączono do Ordynacji Ostrogskiej. W 1648 roku miasto zniszczyli powstańcy kozaccy Chmielnickiego i później już nie podniosło się ono z upadku. 15 sierpnia 1779 roku biskup Franciszek Komornicki koronował papieskimi koronami cudowny obraz Matki Bożej w Międzyrzeczu Ostrogskim (ikonę Matki Bożej „Dająca Życie”). 
Od 1793 roku miejscowość znajdowała się w zaborze rosyjskim. W 1866 roku Rosjanie skasowali klasztor franciszkanów, zaś jego główny kościół ponownie zaadaptowali na cerkiew. 
W okresie międzywojennym w granicach Polski. Za II Rzeczypospolitej miejscowość była siedzibą gminy Nowomalin. 
Od września 1939 do 1941 roku była pod okupacją radziecką, następnie (1941–1944) pod okupacją niemiecką. W latach 1945–1991 w Ukraińskiej SRR. 
Podczas okupacji hitlerowskiej, w lecie 1941 roku Niemcy utworzyli getto dla żydowskich mieszkańców. Przebywało w nim około 2000 osób. 26 września 1942 roku Niemcy zlikwidowali getto, a Żydów zamordowali. Sprawcami zbrodni było SD z Równego oraz ukraińska policja.  

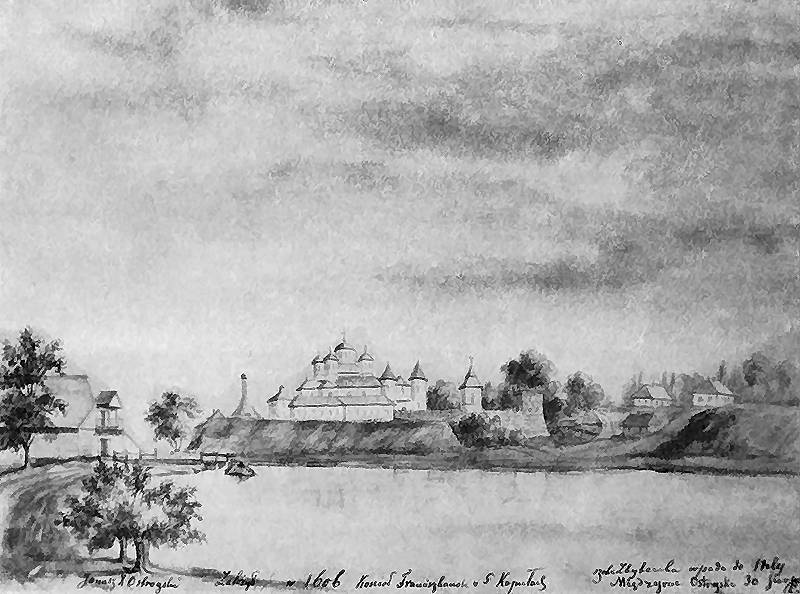
Widok klasztoru w XIX wieku według Napoleona Ordy

## Zabytki
- cerkiew obronna ufundowana przez Konstantego Ostrogskiego[4] (XV–XVII wiek) i klasztor franciszkanów typu obronnego wzniesiony przez jego wnuka Janusza w latach 1606–1610 przy cerkwi Trójcy Świętej, odebranej później prawosławnym i zamienionej na kościół – miejsce kultu ikony Matki Bożej „Dająca Życie”[2]; w 1863 roku[5] klasztor został skasowany przez władze carskie, zaś kościół ponownie zaadaptowano na cerkiew[4]; po 1991 roku w obiektach powstał męski monaster[2]

- zamek[6] – w 1454 roku Ostrogscy wybudowali obronną cerkiew pw. Świętej Trójcy otoczoną wałami; na początku XVII wieku Janusz Ostrogski zbudował przy świątyni dwór dla siebie, otaczając całość założenia murami obronnymi zwieńczonymi renesansową attyką; miasto otoczył wałami ziemnymi z bramami; fortyfikacja ta wielokrotnie odpierała ataki wrogów w wojnach Rzeczypospolitej z Turcją i Kozakami
  - relikty fortyfikacji – pozostałości wałów ziemnych, Brama Zasławska z XVI wieku
- grób biskupa Franciszka Komornickiego, sufragana łuckiego i proboszcza parafii w Ostrogu, w kaplicy obok kościoła